# Oléoduc de Colombie
L'oléoduc de Colombie (espagnol : Oleoducto Colombia) est un oléoduc situé en Colombie. Il relie la station de Vasconia, dans la vallée du río Magdalena, au port caribéen de Coveñas. Il est détenu à 42,5 % par Ecopetrol.

## Description technique
L'oléoduc mesure 481 kilomètres de long. Son parcours suit celui du pipeline Ocensa.